# Dakadjalan
Dakadjalan est une ancienne ville du Mandé, dans l'actuel Mali, en Afrique de l'Ouest. Les ruines de la ville se trouvent sur la rive droite du fleuve Niger, à environ cinq kilomètres au nord-est de Krina. Dakadjalan a été, avec Niani, l'une des capitales de l'empire du Mali fondé par Soundiata Keïta au XIIIe siècle. 

## Dans les traditions orales
Dans la version de l'épopée de Soundiata que donne Wa Kamissoko, Soundiata Keïta naît à Dakadjalan et c'est là qu'il passe son enfance. À la mort de son père, il quitte la ville , puis revient y établir sa résidence royale après sa victoire sur Soumaoro et y réside jusqu'à sa mort. Cependant, selon d'autres versions de l'épopée, dont celle adaptée en français par Djibril Tamsir Niane, c'est à Niani que le futur souverain naît, grandit puis revient après sa victoire pour établir sa capitale. Contrairement à ce qu’il avait écrit dans le passé, en 1978, Djibril Tamsir Niane affirme que Soundiata naît à Dakadjalan. C'est enfin là que Soundiata est enseveli à sa mort.

## Réalité historique
L'historien David C. Conrad, qui confronte les traditions orales, les témoignages écrits fournis par les voyageurs arabes au Moyen Âge et les résultats des fouilles archéologiques, la capitale de l'empire du Mali a changé plusieurs fois au cours de l'histoire. Conrad estime que Dakadjalan a été la première capitale en date, établie par Soundiata, mais que la capitale a ensuite été déplacée vers le nord est, le long du fleuve Niger, au fil de l'expansion de l'empire mandingue. Il suppose que Niani a plutôt servi de capitale au XVIe siècle sous le règne de Niani Mansa Mamadou.
Les historiens ne sont pas encore parvenus à établir avec certitude le nom et l'emplacement de la capitale de l'empire du Mali au temps de son apogée au XIVe siècle.